# جوني كانوك

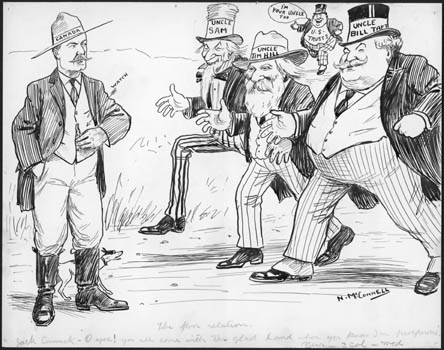
كرتون تحريري، حوالي عام 1910، يصور جوني كانوك

جوني كانكوك هو بطل وبطل خارق كرتوني كندي تم ابتكاره بوصفه كاريكاتير سياسي في عام 1869، ثم أعيد ابتكاره مرة أخرى وعلى الأخص باعتباره بطل العمل في الحرب العالمية الثانية عام 1942. ويستخدم فريق فانكوفر كاناكس وهو فريق هوكي جليد محترف في دوري الهوكي الوطني (NHL) حالياً جوني كانوك كأحد شعارات فريقهم.